# Haunted Heart (singel Christiny Aguilery)
„Haunted Heart” to piosenka wykonywana przez amerykańską wokalistkę Christinę Aguilerę i pochodząca ze ścieżki dźwiękowej do filmu animowanego Rodzina Addamsów (2019). Napisany przez Aguilerę, Antoninę Armato i Tima Jonesa (duet Rock Mafia) oraz wyprodukowany przez Armato i Jonesa, utwór wydany został 27 września 2019 roku jako drugi singel promujący soundtrack.
Nagranie uzyskało nominację do nagrody Hollywood Music in Media (HMMA) w kategorii najlepsza piosenka oryginalna z filmu animowanego. Singel uplasował się na szczycie zestawienia Kid Digital Song Sales, wydawanego przez Billboard; był też notowany na listach przebojów w takich krajach i regionach jak Francja, Estonia czy Hongkong.

## Informacje o utworze
10 września 2019 roku poinformowano, że na ścieżce dźwiękowej do filmu animowanego Rodzina Addamsów (The Addams Family) pojawią się nagrania Christiny Aguilery, Snoop Dogga i Migosa. Dyrektor Metro-Goldwyn-Mayer Jonathan Glickman powiedział: „Aguilera i Snoop Dogg to potężne, niesłychanie utalentowane gwiazdy − nie moglibyśmy liczyć na lepszy line-up. Dzięki ich piosenkom weźmiemy w objęcia dziwotę i będziemy cieszyć się absurdem okresu halloweenowego.” Soundtrack promowany był przez dwa utwory singlowe; pierwszy z nich to „My Family”, wykonywany przez Migosa, Karol G, Rock Mafię oraz Snoop Dogga. „Haunted Heart” został drugim w kolejności singlem.
Autorami nagrania są Aguilera, Antonina Armato i Tim Jones (duet Rock Mafia), a za produkcję odpowiadają dwaj ostatni. Utwór dedykowany jest postaci z filmu, Morticii Addams; wykorzystany zostaje w scenie początkowej, otwierając animację. Piosenka ma konwencję ballady miłosnej i przedstawia Morticię jako kobietę na równi silną i przerażającą, jako ikonę gotycką. W kontekście filmu opowiada też o pełnym pasji związku Morticii i Gomeza Addamsa. Przez tekst piosenki przewijają się upiorne metafory, w odwołaniu do makabry, która hiperbolizowana była w oryginalnych komiksach. Według Aguilery spójnikami łączącymi utwór ze starymi adaptacjami Rodziny Addamsów są stylistyka retro i old-schoolowy beat. Nagrywając „Haunted Heart”, artystka zainspirowana była twórczością Billie Holiday i Screamin’ Jaya Hawkinsa oraz ich drapieżną manierą wokalną. Piosenka czerpie z takich gatunków, jak pop, soul, jazz, blues i R&B. Jednym z instrumentów muzycznych, dzięki którym zbudowano linię melodyczną, jest róg.

## Wydanie singla
Premiera singla odbyła się 27 września 2019 roku; utwór wydany został w systemie digital download oraz w serwisach streamingowych. Piosenka pojawiła się między innymi na Spotify, gdzie po jedenastu dniach odtworzono ją ponad milion razy. Utwór był notowany na światowych listach przebojów iTunes Store, badających popularność nowych wydawnictw. Na Filipinach debiutował na miejscu pierwszym w dniu premiery. W brazylijskim sektorze iTunes Charts zajął pozycję piątą, a w hiszpańskim − dziesiątą. Ponadto uplasował się w Top 10 listy szwedzkiej, argentyńskiej, fińskiej, węgierskiej, meksykańskiej, chilijskiej i peruwiańskiej. 12 października nagranie weszło na listę przebojów magazynu Billboard Kid Digital Song Sales, debiutując z pozycji pierwszej. W innym notowaniu Billboardu, LyricFind Global, piosenka zajęła jako najwyższe miejsce siódme.

## Opinie
Piosenka chwalona była między innymi przez aktorkę Chloë Grace Moretz.

### Recenzje
W omówieniu dla io9/Gizmodo Julie Muncy określiła „Haunted Heart” jako klasyczny „torch song”, o „nawiedzonym” i poruszającym brzmieniu. Graeme O’Neil, prowadzący program Entertainment Tonight Canada w telewizji Global, chwalił utwór za jazzowe brzmienie i porównał go do materiału z albumu Aguilery Back to Basics (2006). Wokal artystki uznał za agresywny. Według dziennikarza Carlosa Bustamante piosenka doskonale pasuje do filmu, z którego pochodzi. Angela Law (PopSugar) wnioskowała, że „Haunted Heart” ma szansę zostać halloweenowym hymnem. Michiel Vos, współpracujący z witryną A Bit of Pop Music, uznał „Haunted Heart” za piosenkę teatralną, o pełnym napięcia rytmie, nietypowo przez Aguilerę zaśpiewaną. „Kawałek jest dziwacznie przebojowy, a Aguilera pokazuje w nim swoją figlarną stronę”, pisał Vos. Polska dziennikarka Zuzanna Janicka uznała nagranie za jedno z lepszych w karierze swojej wykonawczyni i dodała: „Czego tu nie ma! Jazzująca, lekko oldskulowa aranżacja. Ogromny teatralny pierwiastek. (...)” W opinii Mai Danilenko (soulbowl.pl) „«Haunted Heart» przypomina o swingowo-jazzowych inspiracjach triem The Andrews Sisters, które Christina przejawiała na Back to Basics”. Magazyn Billboard chwalił piosenkę za „wyzywające, zadziorne” brzmienie, które potwierdza pozycję Aguilera jako supergwiazdy. W miesięczniku Rolling Stone pisano: „Utwór jest stosownie upiorny, a Aguilera bystrze śpiewa w nim, że uczucia miłości i zakochiwania nie da się kontrolować – może ono być przerażające, ale też upojne”.

## Teledysk
27 września 2019 roku na oficjalnym kanale Aguilery w serwisie YouTube pojawił się promocyjny wideoklip tekstowy (lyric video). Przeplatały się w nim sceny z Rodziny Addamsów, zwłaszcza te z animowaną Morticią, oraz ujęcia ze studia nagraniowego, w którym śpiewa wokalistka. Trzy dni później klip został udostępniony na youtube’owej stronie wytwórni Metro-Goldwyn-Mayer.

## Promocja i wykonania koncertowe
12 września 2019 roku Aguilera była gościem imprezy 31 Nights of Halloween Fan Fest, organizowanej przez Freeform. Po raz pierwszy wykonała utwór przed publicznością. Nagranie z występu zostało wyemitowane w telewizji 5 października. Aguilera promowała piosenkę w talk-show The Kelly Clarkson Show, a odcinek z jej udziałem miał swoją premierę 16 września 2019. O nagraniu wspomniała też w rozmowie z Andym Cohenem, w audycji Deep & Shallow Interviews na antenie Sirius XM. Chloë Grace Moretz zachwalała „Haunted Heart” podczas wywiadu dla IMDb.com. Aktorka zagrała Wednesday Addams w filmie, z którego pochodzi utwór.

## Nagrody i wyróżnienia
| Rok  | Ceremonia                       | Nagroda                                           | Rezultat  |
| ---- | ------------------------------- | ------------------------------------------------- | --------- |
| 2019 | Hollywood Music in Media Awards | najlepsza piosenka oryginalna z filmu animowanego | Nominacja |
| 2019 | Iconic Awards                   | najlepszy singel zagranicznego artysty            | Nominacja |
| 2019 | Rocket Pop Music Awards         | najlepsza piosenka oryginalna z filmu animowanego | Wygrana   |
| 2020 | HNiD Awards                     | najlepsza piosenka filmowa                        | Wygrana   |

## Twórcy
Informacje za Tidal:
- Główne wokale: Christina Aguilera
- Producent: Rock Mafia
- Autor: Antonina Armato, Christina Aguilera, Tim James
- Nagrywanie wokalu: Oscar Ramirez
- Inżynier dźwięku: Adam Comstock, Steve Hammons
- Mastering, miksowanie: Rock Mafia

## Pozycje na listach przebojów
| Kraj                 | Notowanie (2019)             | Wydawca                | Najwyższa pozycja |
| -------------------- | ---------------------------- | ---------------------- | ----------------- |
| Bośnia i Hercegowina | Airplay Chart (Daily)        | Soundcharts            | 3                 |
| Bośnia i Hercegowina | Airplay Chart (Weekly)       | Soundcharts            | 52                |
| Estonia              | Airplay Chart                | Soundcharts            | 154               |
| Francja              | Official Singles Chart       | SNEP                   | 109               |
| Hongkong             | Airplay Chart                | Soundcharts            | 16                |
| Mołdawia             | Airplay Chart (Daily)        | Soundcharts            | 7                 |
| Mołdawia             | Airplay Chart (Weekly)       | Soundcharts            | 160               |
| Rumunia              | Bubbling Under Singles Chart | Romanian Chart Top 100 | 1                 |
| Stany Zjednoczone    | Kid Digital Song Sales       | Billboard              | 1                 |
| Stany Zjednoczone    | LyricFind Global Chart       | Billboard              | 7                 |

Notowania radiowe
| Kraj/region | Notowanie (2020) | Wydawca    | Najwyższa pozycja | Data osiągnięcia pozycji szczytowej |
| ----------- | ---------------- | ---------- | ----------------- | ----------------------------------- |
| Turcja      | Top 40 Songs     | Radyo ODTÜ | 38                | 2020−04−20                          |

## Informacje dodatkowe
- Cover utworu nagrała Rachelle Rhienne[48].